# Gentiana diversifolia
Gentiana diversifolia är en gentianaväxtart som beskrevs av Elmer Drew Merrill. Gentiana diversifolia ingår i släktet gentianor, och familjen gentianaväxter. Inga underarter finns listade i Catalogue of Life.